# 3154 Grant
3154 Grant (1984 SO3) là một tiểu hành tinh vành đai chính được phát hiện ngày 28 tháng 9 năm 1984 bởi Skiff, B. A. ở Flagstaff (AM).